# Église de Pihlajamäki
L'église de Pihlajamäki (en finnois : Pihlajamäen kirkko) est une église située dans le quartier de Pihlajamäki à Helsinki en Finlande.

## Description
L'église conçue par Esko Korhonen est construite en 1976.
Construite en briques rouges, elle peut accueillir 250 personnes.
L'orgue à 32 jeux est livré en 1977 par la fabrique d'orgues Tuomi.